# Wearside Football League
De Wearside Football League is een Engelse regionale voetbalcompetitie. Er is 1 divisie die zich op het 11de niveau in de Engelse voetbalpiramide bevindt. De kampioen kan promoveren naar de Northern League. Clubs worden gerekruteerd uit de Teesside Football League. De league werd in 1892 opgericht.

## Kampioenen sinds deTweede Wereldoorlog
| Seizoen | Kampioen            |
| ------- | ------------------- |
| 1945-46 | Birtley Town        |
| 1946-47 | Seaham C.W          |
| 1947-48 | Easington C.W       |
| 1948-49 | Easington C.W       |
| 1949-50 | South Hetton        |
| 1950-51 | Sunderland 'A'      |
| 1951-52 | Sunderland 'A'      |
| 1952-53 | Boldon C.A          |
| 1953-54 | Shotton C.W         |
| 1954-55 | Boldon CA           |
| 1955-56 | Shotton C.W         |
| 1956-57 | Shotton C.W         |
| 1957-58 | Silksworth C.W      |
| 1958-59 | Langley Park C.W    |
| 1959-60 | Murton C.W          |
| 1960-61 | Shotton C.W         |
| 1961-62 | Ryhope C.W          |
| 1962-63 | Ryhope C.W          |
| 1963-64 | Ryhope C.W          |
| 1964-65 | Horden C.W.         |
| 1965-66 | Ryhope C.W          |
| 1966-67 | Reyrolle            |
| 1967-68 | Horden C.W.         |
| 1968-69 | Darlington Reserves |
| 1969-70 | Horden C.W.         |
| 1970-71 | Horden C.W.         |
| 1971-72 | Horden C.W.         |
| 1972-73 | Horden C.W.         |
| 1973-74 | Blue Star Welfare   |
| 1974-75 | Boldon C.A.         |
| 1975-76 | Blue Star Welfare   |

| Seizoen   | Kampioen                    |
| --------- | --------------------------- |
| 1976-77   | South Shields               |
| 1977-78   | Whickham                    |
| 1978-79   | Wallsend Town               |
| 1979-80   | Hartlepool United Reserves  |
| 1980-81   | Chester-le-Street Town      |
| 1981-82   | Seaham C.W Red Star         |
| 1982-83   | Blue Star                   |
| 1983-84   | Blue Star                   |
| 1984-85   | Blue Star                   |
| 1985-86   | Coundon T.T.                |
| 1986-87   | Annfield Plain              |
| 1987-88   | Whickham                    |
| 1988-89   | Dunston F.B                 |
| 1989-90   | Dunston F.B                 |
| 1990-91   | Eppleton C.W.               |
| 1991-92   | Eppleton C.W.               |
| 1992-93   | South Shields               |
| 1993-94   | Hartlepool Town             |
| 1994-95   | South Shields               |
| 1995-96   | Marske United               |
| 1996-97   | Boldon C.A                  |
| 1997-98   | Annfield Plain              |
| 1998-99   | North Shields Athletic      |
| 1999-2000 | Nissan                      |
| 2000-01   | Nissan                      |
| 2001-02   | North Shields               |
| 2002-03   | Birtley Town                |
| 2003-04   | North Shields               |
| 2004-05   | Darlington Railway Athletic |
| 2005-06   | Whitehaven Amateurs         |